# Mirta Ameliana Pastoriza
Mirta Ameliana Pastoriza (Santiago del Estero, Argentina, 7 de mayo de 1937) es una política argentina perteneciente al Frente Cívico por Santiago.
En principio fue militante de la Unión Cívica Radical y llegó a ser concejal de su ciudad y presidenta del Concejo Deliberante. En 2005 fue elegida como diputada provincial.
En las elecciones legislativas de 2007 se postuló como diputada nacional, encabezando la lista del Frente Cívico por Santiago. Obtuvo la banca con el 52,39% de los votos; juró el cargo el 5 de diciembre de ese año.
En 2010, firmó el proyecto de ley que declaraba al útero como "ambiente protegido", para obligar al Ejecutivo a realizar campañas que garanticen la integridad de dicho órgano, iniciativa en contra de la despenalización del aborto. En ese mismo año, durante el debate de la Ley de Matrimonio Igualitario, votó a favor de aprobar dicha norma.
Se presentó en las elecciones legislativas de 2011 para renovar su banca de diputada nacional por el Frente Cívico por Santiago. La lista obtuvo un rotundo triunfo con el 71,03% de los votos y Pastoriza renovó su escaño por cuatro años más. Juró el cargo el 6 de diciembre de 2011.
Resultó reelecta nuevamente en las legislativas de 2015, encabezando la lista ganadora del Frente Cívico por la Victoria que obtuvo el 65,67% de los votos. Juró el cargo el 4 de diciembre de 2015.
En 2017, fue una de los legisladores opositores que votó a favor de la reforma jubilatoria impulsada por el gobierno de Mauricio Macri. A partir de ese año, al ser la diputada de mayor edad de la Cámara, le tocó en varias ocasiones presidir provisionalmente la misma.
En junio de 2018, durante el primer intento de aprobar la Ley de Interrupción Voluntaria del Embarazo en el Congreso de la Nación, Pastoriza votó a favor de sancionar dicha norma.
Finalizó su mandato como diputada nacional en diciembre de 2019.